# Zakład Karny w Barczewie

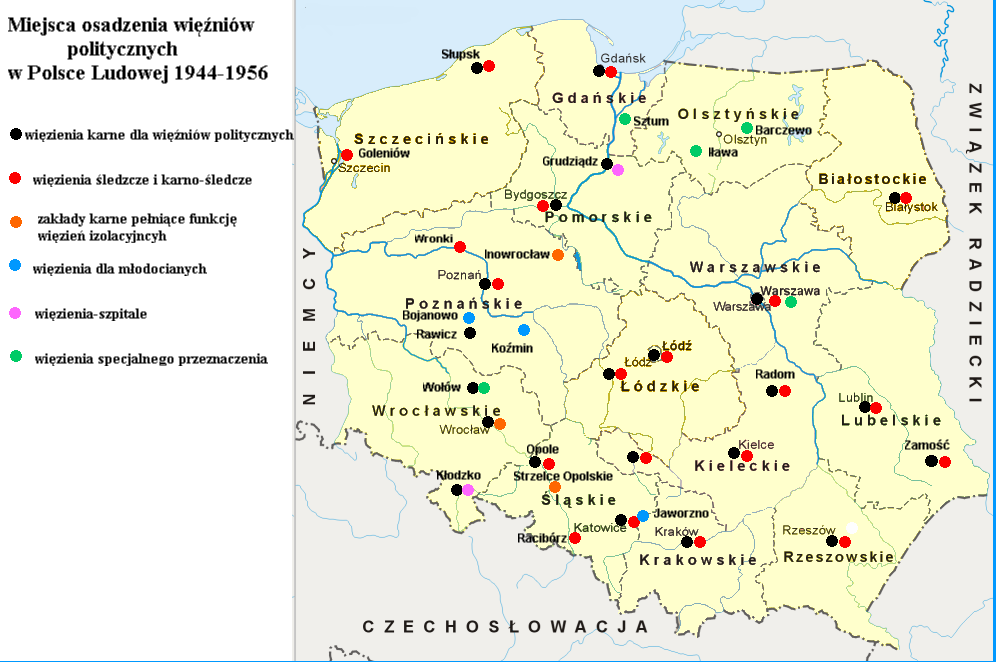
Miejsca osadzenia więźniów politycznych w Polsce Ludowej 1944-1956

Zakład Karny w Barczewie – jednostka typu zamkniętego. Pojemność liczy 781 miejsc. Przeznaczona dla mężczyzn odbywających karę po raz pierwszy z dodatkowymi oddziałami:
- dla tymczasowo aresztowanych
- oddziałem dla wymagających osadzenia w warunkach zapewniających wzmożoną ochronę społeczeństwa i bezpieczeństwo zakładu
- oddziałem terapeutycznym dla uzależnionych od alkoholu (recydywistów)

Oddział Zewnętrzny Zakładu Karnego w Barczewie znajduje się w Kikitach – placówka jest typu półotwartego i otwartego, przeznaczona dla skazanych mężczyzn młodocianych i odbywających karę po raz pierwszy. Skazani zatrudnieni są w Ośrodku Doskonalenia Kadr Służby Więziennej w Kikitach oraz pracują na rzecz samorządów lokalnych Barczewa i Jezioran.

## Historia
Więzienie znajduje się na terenie byłych ogrodów klasztornych zakonu franciszkanów.
W 1810 roku władze pruskie po sekularyzacji majątku zakonu powołały tam dom karny. Budynki zostały przeznaczone na więzienie w 1812 roku.
W styczniu 1945 roku zakład przejęły wojska sowieckie. 9 marca 1946 roku obiekt przeszedł w ręce władz polskich. W latach 80. XX wieku przetrzymywano tu działaczy antykomunistycznych (m.in. Władysława Frasyniuka, Jerzego Kropiwnickiego, Adama Michnika, Stefana Niesiołowskiego, Leszka Moczulskiego, Romualda Szeremietiewa i Józefa Szaniawskiego). W barczewskim zakładzie karnym 12 listopada 1986 roku zmarł w wieku 90 lat zbrodniarz wojenny, były gauleiter i nadprezydent Prus Wschodnich, Erich Koch.
W ostatnich latach zmodernizowano i przebudowano kotłownię oraz całkowicie przebudowano i zmodernizowano kuchnię, którą oddano do użytku w 2005 roku. Wiosną 2007 roku na terenie zakładu rozpoczęto przebudowę starego budynku poprodukcyjnego na nowoczesny ponad 200 miejscowy budynek aresztu śledczego.

## Współpraca
Zakład Karny w Barczewie współpracuje z:
- Samorządem lokalnym miast Barczewo i Jeziorany
- Stowarzyszeniem Inicjatyw Obywatelskich w Barczewie
- Miejskim Ośrodkiem Sportu, Kultury i Turystyki w Barczewie
- Urzędem Marszałkowskim Województwa Warmińsko-Mazurskiego
- Stowarzyszenie „Monar” oddział w Olsztynie
- Fundacją im. Stefana Batorego
- kościołami i związkami wyznaniowymi